# Sommer-Paralympics 2004/Leichtathletik/Diskuswurf
Die Ergebnisliste der Diskuswurf-Wettbewerbe bei den Sommer-Paralympics 2004 in Athen

## Männer

### F12
| Platz | Land | Athlet           |
| ----- | ---- | ---------------- |
| 1     | CHN  | Hai Tao Sun      |
| 2     | RUS  | V. Andryuschenko |
| 3     | LTU  | Rolandas Urbonas |

### F13
| Platz | Land | Athlet              |
| ----- | ---- | ------------------- |
| 1     | UKR  | Alexander Yasinovyi |
| 2     | ALG  | Hakim Yahiaoui      |
| 3     | BLR  | Siarhei Hrybanan    |

### F32-F51
| Platz | Land | Athlet        |
| ----- | ---- | ------------- |
| 1     | CZE  | Radim Beles   |
| 2     | IRL  | John McCarthy |
| 3     | GBR  | Dave Gale     |

### F33-F34
| Platz | Land | Athlet                 |
| ----- | ---- | ---------------------- |
| 1     | IRI  | Siamak Salehfarajzadeh |
| 2     | GBR  | Danny West             |
| 3     | UAE  | Mohammed Bin Dabbas    |

### F35
| Platz | Land | Athlet       |
| ----- | ---- | ------------ |
| 1     | CHN  | Yan Feng     |
| 2     | CHN  | Xin Han Fu   |
| 3     | LTU  | Edgars Bergs |

### F36
| Platz | Land | Athlet          |
| ----- | ---- | --------------- |
| 1     | CZE  | Milan Kubala    |
| 2     | NED  | Willem Noorduin |
| 3     | RSA  | Duane Strydom   |

### F37
| Platz | Land | Athlet             |
| ----- | ---- | ------------------ |
| 1     | POL  | Tomasz Blatkiewicz |
| 2     | TUN  | Haissem Ben Halima |
| 3     | EGY  | Mostafa Ahmed      |

### F38
| Platz | Land | Athlet                |
| ----- | ---- | --------------------- |
| 1     | UKR  | Alexander Doroschenko |
| 2     | IRI  | Javad Herdani         |
| 3     | GER  | Thomas Loosch         |

### F42
| Platz | Land | Athlet             |
| ----- | ---- | ------------------ |
| 1     | RSA  | Fanie Lombaard     |
| 2     | BEL  | Gino De Keersmäker |
| 3     | LTU  | Algirdas Tatulis   |

### F44-F46
| Platz | Land | Athlet              |
| ----- | ---- | ------------------- |
| 1     | GBR  | Dan Greaves         |
| 2     | DEN  | Jackie Christiansen |
| 3     | CHN  | Si Lao Ha           |

### F52
| Platz | Land | Athlet        |
| ----- | ---- | ------------- |
| 1     | LAT  | Aigars Apinis |
| 2     | GER  | Rico Glagla   |
| 3     | NZL  | Peter Martin  |

### F53
| Platz | Land | Athlet              |
| ----- | ---- | ------------------- |
| 1     | JAM  | Alphonso Cunningham |
| 2     | JPN  | Toshie Oi           |
| 3     | EGY  | Mohamed Hasan       |

### F54
| Platz | Land | Athlet            |
| ----- | ---- | ----------------- |
| 1     | CHN  | Liang Fan         |
| 2     | GRE  | Efthymios Kalaras |
| 3     | CZE  | Frantisek Purgl   |

### F55
| Platz | Land | Athlet             |
| ----- | ---- | ------------------ |
| 1     | CZE  | Martin Nemec       |
| 2     | IRI  | Jalil Bagheri      |
| 3     | IRI  | Mokhtar Nourafshan |

### F56
| Platz | Land | Athlet                  |
| ----- | ---- | ----------------------- |
| 1     | IRI  | Mohammad Sadeghimehryar |
| 2     | CZE  | Miroslav Sperk          |
| 3     | JAM  | Tanto Campbell          |

### F57
| Platz | Land | Athlet             |
| ----- | ---- | ------------------ |
| 1     | CZE  | Rostislav Pohlmann |
| 2     | CHN  | Weihai Zheng       |
| 3     | EGY  | Hossam Abdellattif |

### F58
| Platz | Land | Athlet         |
| ----- | ---- | -------------- |
| 1     | CHN  | Yong Gang Chen |
| 2     | EGY  | Mahmoud Elatar |
| 3     | IRI  | Alireza Kamali |

## Frauen

### F13
| Platz | Land | Athlet          |
| ----- | ---- | --------------- |
| 1     | CHN  | Hong Yan Xu     |
| 2     | BLR  | Tamara Sivakova |
| 3     | CAN  | Courtney Knight |

### F32-F34-F51-F53
| Platz | Land | Athlet           |
| ----- | ---- | ---------------- |
| 1     | CZE  | Martina Niezkova |
| 2     | JPN  | Kyoko Sato       |
| 3     | KUW  | Maha Alsheraian  |

### F35-F36-F38
| Platz | Land | Athlet           |
| ----- | ---- | ---------------- |
| 1     | CZE  | Veronika Foltova |
| 2     | CHN  | Xu Hong Bai      |
| 3     | POL  | Renata Chilewska |

### F37
| Platz | Land | Athlet          |
| ----- | ---- | --------------- |
| 1     | CHN  | Chun Li         |
| 2     | AUS  | Amanda Fraser   |
| 3     | TUN  | Fatma Kachroudi |

### F40
| Platz | Land | Athlet         |
| ----- | ---- | -------------- |
| 1     | TUN  | Enna Ben Abidi |
| 2     | TUN  | Afrah Gomdi    |
| 3     | USA  | Jill Kennedy   |

### F42-F46
| Platz | Land | Athlet         |
| ----- | ---- | -------------- |
| 1     | CHN  | Bao Zhu Zheng  |
| 2     | GER  | Claudia Biene  |
| 3     | CRO  | Jelena Vukovic |

### F54-F55
| Platz | Land | Athlet               |
| ----- | ---- | -------------------- |
| 1     | CHN  | Ting Wang            |
| 2     | GER  | Marianne Buggenhagen |
| 3     | CHN  | Li Ping Cheng        |

### F56-F58
| Platz | Land | Athlet          |
| ----- | ---- | --------------- |
| 1     | BRA  | Suely Guimaraes |
| 2     | CHN  | Ling Li         |
| 3     | IRI  | Azam Khodayari  |